# Результат без кліку

Пошуковий запит у Google про Томаса Джефферсона демонструє результат без кліку, надаючи доступ до статті з Вікіпедії безпосередньо на сторінці результатів пошуку.

Результат без кліку (англ. Zero-click result, також результат із нульовим кліком) — успішне завершення пошукового запиту, за якого користувач отримує бажану інформацію одразу на сторінці результатів пошукової системи, не переходячи до будь-якого іншого джерела інформації.
Звичайні методики відстеження переглядів сторінок не фіксують результати без кліку, а отже, стандартні стратегії цифрового маркетингу, засновані на аналізі переглядів, у цьому випадку не спрацьовують. Однак існують адаптивні маркетингові стратегії, що враховують зростання кількості результатів без кліків.
Наукові дослідження на перетині нейронауки та взаємодії людини з комп'ютером застосовують нейровізуалізацію для дослідження поведінки користувачів, що дозволяє визначати задоволеність результатами без кліків у момент взаємодії з пристроями. Такі методи необхідні для спостереження природної поведінки, оскільки за звичайних обставин користувачі можуть не демонструвати помітних реакцій у процесі взаємодії з комп'ютерними застосунками.